# AS Aix

Logo

Die Association Sportive Aixoise ist ein französischer Fußballverein aus Aix-en-Provence, einer Stadt im Département Bouches-du-Rhône, nördlich von Marseille gelegen.
Die ASA entstand 1941 infolge einer Fusion zweier Klubs (FC und US Aix) als AS d’Aix. Diesen Namen trug der Klub bis 1992, als er nach Konkurs aufgelöst und unter seinem heutigen Namen wiedergegründet wurde.
Die Vereinsfarben sind Blau und Weiß; die Ligamannschaft spielte früher im Stade du Tholonet und heute im Stade Georges Carcassonne, das eine Kapazität von 2000 Plätzen aufweist.

## Ligazugehörigkeit
Profistatus hat Aix 1953–1972 besessen. Erstklassig (Division 1, seit 2002 in Ligue 1 umbenannt) spielte der Klub nur in der Saison 1967/68, von 1953–1967 und 1968–1972 zudem in der Division 2; in der Saison 2013/14 tritt er in der sechstklassigen Division d’Honneur an.

## Erfolge
- Französischer Meister: Fehlanzeige, bisher beste Platzierung Rang 20 (1967/68)
- Französischer Pokalsieger: bisher Fehlanzeige

## Bekannte Spieler und Trainer in Vergangenheit und Gegenwart
Trotz seines mageren Palmarès hatte der Klub in den ersten drei Jahrzehnten seines Bestehens etliche große Spieler in seinen Reihen, die teils ganz am Anfang, teils am Abend ihrer Karriere die Fußballstiefel für die Blau-Weißen schnürten:
| - Gunnar Andersson - Jean Baratte - Ivan Bek - Georges Carnus - Paulo César Lima | - Lucien Cossou - Jules Dewaquez - Raoul Giraudo - Henri Guérin | - Francis Méano - Henri Michel - Jean Prouff - Joseph Ujlaki |